# 濱名聖子
濱名 聖子（はまな しょうこ、4月9日 - ）は、日本の女性声優、ナレーター、女優。鳥取県出身。リベルタ所属。

## 略歴
東京アナウンス学院卒業。

## 出演

### ナレーション
- 「ホテルズドットコム」
- 「モスバーガー」

#### テレビCM
- 「ニベア花王　リップクリーム」
- 「任天堂　わがままファッション ガールズモード」
- 「キリンビール　ピュアブルー」
- 「ユニ・チャーム　ドッグフード」
- 「資生堂　パーフェクトホイップ」
- 「集英社　PINKY」
- 「ヤマハ　電子ドラム」
- 「コーセー化粧品　サロンスタイル」
- 「トリンプ・インターナショナル　天使のブラ」
- 「横浜・八景島シーパラダイス」
- 「親和不動産」
- 「かっぱ寿司」
- 「三井アウトレットパーク」
- 「GREE　グリ友」
- 「ラウンドワン」

#### R-CM
- 「HONDA ミニバン」
- 「日本マクドナルド　100円マック」
- 「au by KDDI」
- 「武蔵野銀行」
- 「日産カーウィングス」
- 「マクドナルド　マックリブ／ベーコンポテトパイ」
- 「コーセー　エスプリーク・プレシャス」
- 「千葉銀行」
- 「不二家」
- 「パナソニック」

#### VP（ビデオパッケージ）
- 「JTB　ハワイウェディング」
- 「成蹊大学　大学案内」
- 「村田製作所」
- 「キヤノン」
- 「横浜港」
- 「ブリタ」
- 「東芝　REGZA」

#### DVD
- 「わたせせいぞう35周年」
- 「朝日大学」
- 「立正大学」
- 「日本女子体育大学」

#### SPOT・予告編
- 「Every Little Thing」
- 「キマグレン」
- 「ダーリンは外国人」
- 「トリック劇場版」
- 「私の優しくない先輩」
- 「あたしンち」
- 「恋とニュースの作り方」
- 「ツレがうつになりまして。」
- 「うさぎドロップ」

#### 番組
- NHK「課外授業 ようこそ先輩」（小学生のナレーション）
- TOKYO MX「映画『私の優しくない先輩』恋する気持ち応援SP」

#### その他
- CX主催イベント「KISS ME お台場」（プラネタリウム、生ナレーション）

### テレビアニメ
- HEROMAN（2010年、客、女性補佐官）

### 吹き替え
海外ドラマ
- 騎馬警官2　(第2シーズン)
- Go！Go！ジェット
- チャームド〜魔女3姉妹〜
- Loving you

### 舞台
- 「花のお遍路さん」（演出：成瀬芳一）
- 「風よ吹け。」（演出：山田礼子）

### CM実写出演
- 「日清食品　カップヌードル」
- 「ユーキャン」
- 「ヤマザキナビスコ　リッツ」
- 「アサヒフードアンドヘルスケア」
- 「キリンビール　のどごし生」

### VP（ビデオパッケージ）実写出演
- 「裁判員制度」
- 「ニュー・クイック」
- 「リクルート」
- 「NTT　評価者研修」
- 「大同生命保険」

### その他コンテンツ
- 〈スチル写真〉「NTTドコモ」